# Cunac
Cunac – miejscowość i gmina we Francji, w regionie Oksytania, w departamencie Tarn.
Według danych na rok 1990 gminę zamieszkiwały 994 osoby, a gęstość zaludnienia wynosiła 156 osób/km² (wśród 3020 gmin regionu Midi-Pireneje Cunac plasuje się na 341. miejscu pod względem liczby ludności, natomiast pod względem powierzchni na miejscu 1376.).